# Königin Maria (Schiff, 1837)
Der Raddampfer Königin Maria, erbaut 1837, war eines der ersten in Deutschland erbauten Dampfschiffe auf der Oberelbe. Das Schiff war nach Königin Maria Anna von Sachsen benannt.

## Einführung (1815–1835)
Dresdner Kaufleute versuchten seit 1815, die Dampfschifffahrt auf der Oberelbe einzuführen. Der sächsische König und der Rat der Stadt Dresden lehnten die Gesuche jedoch ab. Heinrich Wilhelm Calberla, Besitzer der Calberlaschen Zuckersiederei, ließ sich in Krippen an der Oberelbe 1833 einen Dampfschlepper mit Heckrad bauen, der in Hamburg mit einer englischen 75-PS-Dampfmaschine ausgerüstet wurde. Damit richtete er einen Frachtverkehr zwischen Hamburg und Dresden ein. 1837 wurde das Schiff wegen Unrentabilität außer Dienst gestellt.

## Königin Maria (1836/1837)
Die Dresdner Kaufleute Benjamin Schwenke und Friedrich Lange gründeten am 6. März 1836 die Elbdampfschiffahrts-Gesellschaft. Am 8. Juli 1836 erhielt die inzwischen aus vierzehn Personen bestehende Aktiengesellschaft das königliche Privileg zum Betreiben der Dampfschiffahrt auf der Elbe in Sachsen. Sie hatten bereits vorher Johann Andreas Schubert, Professor für Mathematik und Mechanik an der Technischen Bildungsanstalt Dresden, den Auftrag erteilt, zwei Dampfschiffe zu bauen. Er war der Konstrukteur der Dampfschiffe Königin Maria und Prinz Albert. Anregungen hatte er sich bei einem von der Elbdampfschiffahrts-Gesellschaft finanzierten dreimonatigen Studienaufenthalt in Frankreich geholt, wo er die Dampfschifffahrt auf der Seine studierte.
Schubert war ab 1836 Direktor des neu gegründeten „Dresdner Actien-Maschinenbau-Vereins“. Die eisernen Schiffe wurden unter seiner Leitung und unter der Mitarbeit der Ingenieure Tauberth und Möhring auf der Dresdner Vogelwiese zwischen Ziegelstraße und Rietschelstraße am Johannstädter Elbufer gebaut. Baubeginn war im September 1836. Um auch im Winter den Bau fortsetzen zu können, wurde auf dem Gelände eine Schiffbauhalle errichtet. Nach der Fertigstellung der Schiffsrümpfe im April 1837 wurden diese in die Maschinenbauanstalt Übigau geschleppt. Die Dampfmaschinen wurden vom Berliner Fabrikanten Franz Anton Egells geliefert, der 1825 seine Maschinenfabrik vor dem Oranienburger Tor in der Chausseestraße eingerichtet hatte. Der Einbau von Kessel und Maschine erfolgte in Übigau. Im Jahr 1837 erfolgte der Stapellauf der Königin Maria. Sie hatte eine Länge von 36,10 Metern, eine Breite von 3,92 Metern und über die Radkästen eine Breite von 7,85 Metern. Das Schiff bot Platz für 300 Passagiere bei einem Tiefgang von 0,75 Metern.

## Die Zeit von 1837 bis 1846

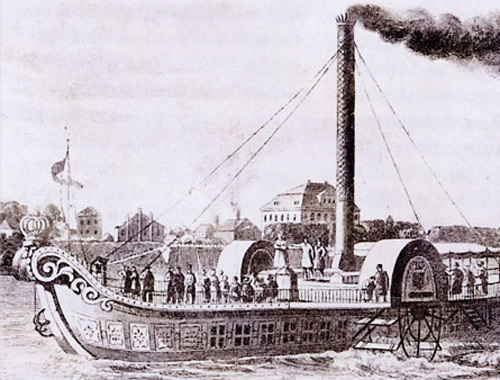
„Königin Maria“ auf Fahrt, zeitgenössische Lithografie; im Hintergrund wohl Schloss Übigau

Die Probefahrt am 6. Juli 1837 erfolgte zwischen Übigau und Briesnitz. Danach erfolgte der Endausbau des Schiffes. Am 30. Juli 1837 erfolgte die erste offizielle Fahrt vom Packhof an der Marienbrücke nach Meißen und am 6. August die erste offizielle Fahrt nach Rathen. Am 23. August nutzte König Friedrich August II. von Sachsen das Schiff für eine Fahrt mit der gesamten Familie von Pirna nach Pillnitz. Zwei Tage später, am 25. August 1837, wurde der fahrplanmäßige Verkehr aufgenommen. Da die Dampfmaschine nicht umsteuerbar war, mussten die Anlegemanöver im ersten Anlauf klappen. Der von Übigau gelieferte Röhrenkessel bewährte sich allerdings nicht. Er wurde im November durch einen Kofferkessel der Firma Egells ersetzt. Die Probefahrt im Dezember 1837 verlief zufriedenstellend. Die Königin Maria erreichte eine Geschwindigkeit von 3,5 Knoten flussaufwärts und 8 Knoten flussabwärts. Am 14. Juni 1838 erreicht das Schiff das erste Mal  Tetschen. Allerdings war es zu dieser Zeit nicht möglich, mit diesem Schiff die Stromschnellen bei Königstein ohne fremde Hilfe zu überwinden. Die Fließgeschwindigkeit des Wassers betrug hier 1,7 m/s. Das änderte sich erst mit dem Flussausbau ab 1840. Am 19. August 1838 sank das Schiff aufgrund eines Lecks nach Grundberührung auf der Rückfahrt von Pillnitz in Höhe Hosterwitz. Am darauffolgenden Tag wurde das Leck abgedichtet und das Schiff zur Reparatur nach Dresden gebracht. In der Folge wurde das Schiff erneut umgebaut. Der gewölbte Schiffsboden, der immer wieder zu Grundberührungen führte, wurde durch einen flachen Schiffsboden ersetzt. Es kam erst ab März 1839 wieder zum Einsatz. Im gleichen Jahr wurde auch der Kessel gegen einen neuen kombinierten Flammrohr-Röhrenkessel aus Übigau getauscht. Um die für die Bedingungen der Schifffahrt ungeeignete Dampfmaschine zu ersetzen, fuhr das Schiff am 7. April 1841 nach Hamburg. Hier wurde es mit dem neuen Kessel und einer neuen Maschine, beides von der Firma John Penn and Sons, ausgerüstet. Am 25. Juni 1841 traf das Schiff von Hamburg kommend wieder in Dresden ein.
Nachdem ein Frühjahrshochwasser 1845 die Augustusbrücke zum Einsturz gebracht hatte, wurde das Schiff vom 24. April bis zum 5. Mai 1845 als Fähre zwischen der Altstadt und Neustadt eingesetzt.
Das Schiff wurde im Herbst 1846 ausgemustert. Den Schiffskörper erhielt der Dresdner Eisenhändler Thormeyer. Die Dampfmaschine wurde in das Nachfolgeschiff Koenigin Maria II eingebaut.

## Die Dampfmaschine
Schubert wollte in das Schiff eine Hochdruckdampfmaschine aus dem eigenen in Übigau gelegenen Werk des Dresdner Actien-Maschinenbau-Vereins einbauen, scheiterte aber an den Vorschriften der Regierungsstellen. Daraufhin wurde eine Zweizylinder-Niederdruck-Seitenbalancier-Dampfmaschine der Firma Franz Anton J. Egells Berlin eingebaut. Die Leistung der Maschine lag bei 120 PS. Aufgrund des dreifach höheren Gewichtes dieser Maschine lag der Tiefgang des Schiffes statt bei 0,43 m bei 0,74 m. Das führte schon bei den ersten Fahrten zu Grundberührungen. Im Jahr 1841 wurde in Hamburg eine leichtere oszillierende Niederdruck-Zweizylinder-Zwillings-Dampfmaschine der englischen Maschinenbauanstalt John Penn and Sons eingebaut. Die Leistung der Maschine betrug 96 PS.